# Клайпедский университет
Клайпедский университет (лит. Klaipėdos universitetas) — государственный университет в Клайпеде, Литва.

## История
Университет был сформирован в январе 1991 года на базе филиалов крупнейших ВУЗов Литовской ССР, до этого функционировавших в Клайпеде. Первый набор составил 1,8 тыс. студентов на трёх факультетах: естественно-гуманитарном, морском и педагогическом. В 2014 году в университете числилось 5,3 тыс. студентов и 630 сотрудников (2013), университет предлагает степень бакалавра в 37 дисциплинах, специалиста в 3, магистра в 37 дисциплинах, доктора в 11 дисциплинах. 
В основном обучение осуществляется на литовском языке. В 1995 году в университете был создан союз студентов. C 2010 года открыта магистерская программа европейских исследований (European studies), где преподавание может проводится на английском. С 2015 года ведётся прием по специальности бакалавр государственного управления на русском и английском языках. 
Университет поощряет мобильность студентов, поэтому подписаны договора о сотрудничестве по программе Erasmus+ с университетами стран: Австрии, Бельгии, Чехии, Дании, Великобритании, Эстонии, Испании, Исландии, Италии, Латвии, Польши, Мальты, Норвегии, Нидерланды, Португалии, Франции, Румынии, Словакии, Финляндии, Швеции, Турции, Германии. Каждый год в университете учится примерно 80 иностранных студентов. Около 120 студентов университета на один или два семестра едут учиться или проходить практику за границей. Университет во всём мире прославляет коллектив танцев Жуведра (Чайка), который не раз занимал первые места в чемпионатах мира и Европы по латиноамериканским танцам.

## Органы управления
Основными органами управления являются совет, сенат и ректор университета. Ректору подчиняются три проректора: проректор по науке, проректор по учёбе и проректор инфраструктуры.

## Структура

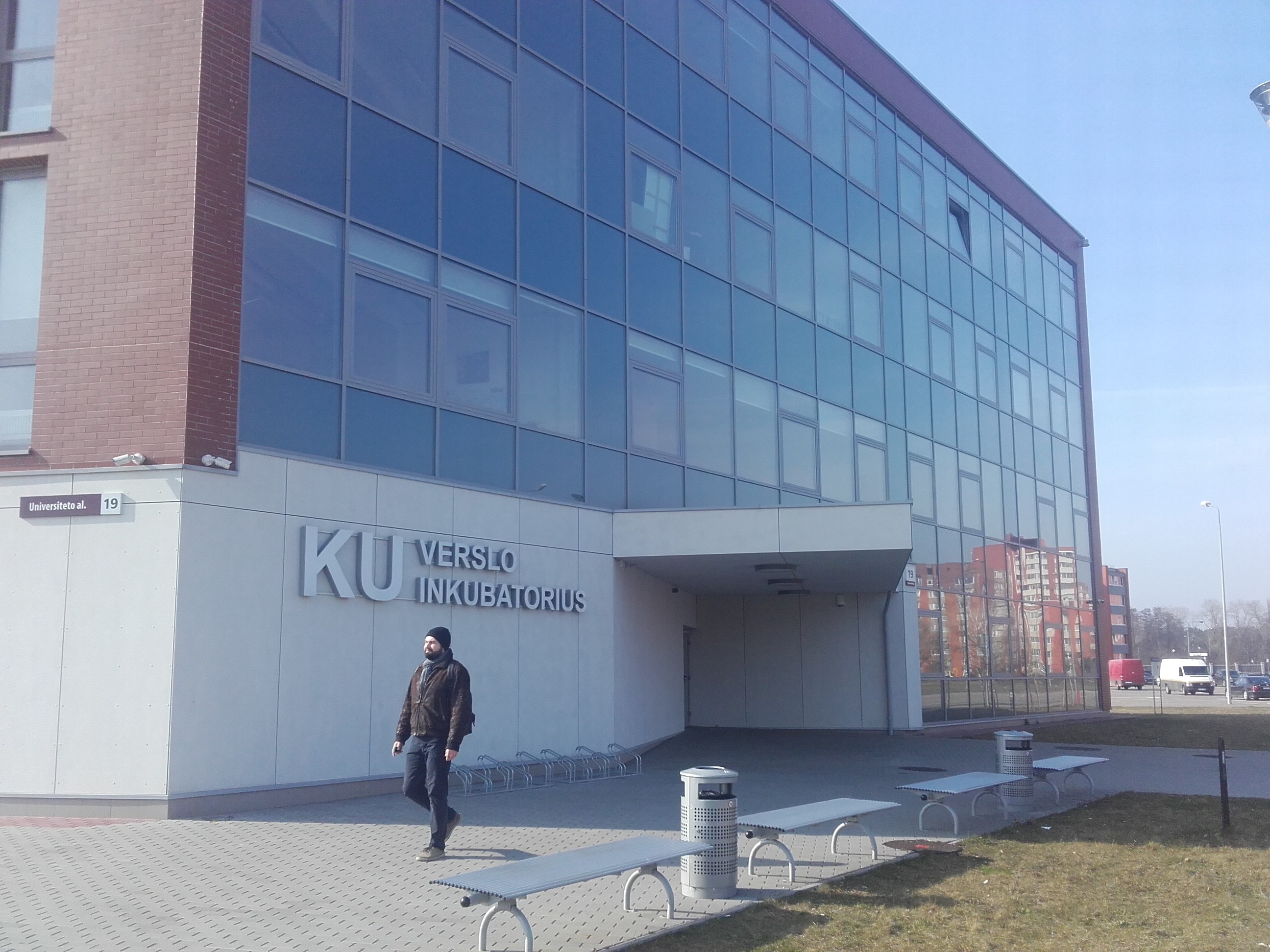
Бизнес инкубатор Клайпедского университета

Институт морских исследований

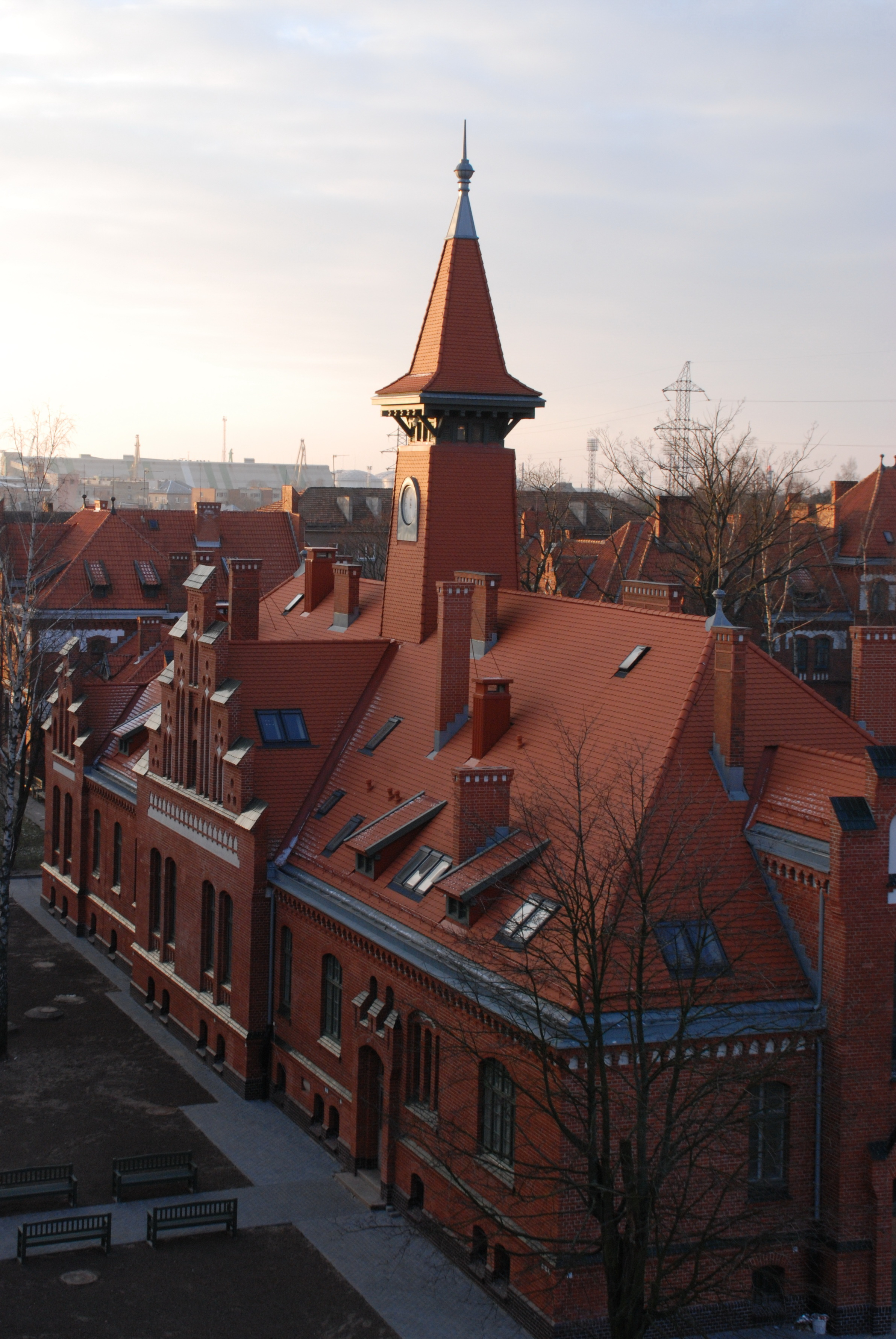
Институт археологии и истории Балтийского региона

скульптура детективу криминальной полиции на углу забора факультета социальных и гуманитарных наук

Университет имеет 3 факультета, 3 института. В 2017 году совет университета принял решение о передачи академии искусств в структуру Литовской академии музыки и театра. 14 февраля 2018 года было открыто новое здание института морских исследований. Совет университета принял решение с 1 августа 2018 года создать факультет социальных и гуманитарных наук на базе факультетов социальных, педагогических и гуманитарных наук.

### Факультеты
- морских технологий и естественных наук;
- социальных и гуманитарных наук;
- медицинский.

### Институты
- Морских исследований;
- Институт археологии и истории Балтийского региона.

## Ректоры
- Профессор Донатас Швитра (1991—1993)
- Профессор Стасис Вайтекунас (1993—2001),
- Профессор Владас Жулкус (2002—2011),
- Профессор Вайдутис Лауренас (2011—2014),
- Профессор Эймутис Юзелюнас (2014—2018),
- Профессор Артурас Разбадаускас (с 2019).

## Почётные доктора
- Витаутас Каволис (1995) (США, философ, профессор);
- Вилюс Петерайтис (1995) (Канада, председатель фонда Малой Литвы);
- Алфредас Велюс (1995) (США, переводчик Библии на литовский язык);
- Стасис Антанас Бачкис (1996) (литовский дипломат]], политик, учёный, общественный деятель);
- Алфонсас Жалис (1996) (инициатор создания Клайпедского университета);
- Витаутас Ландсбергис (1997) (политик, общественный деятель, профессор, европарламентер)
- Антанас Вайчюс (1997) (Тельшяйский епископ);
- Джон В.Хайден (1997) (Великобритания, Брэдфордский университет, профессор изучения Балтики);
- Альгис Мицкунас (2000) (США, философ, профессор);
- Кейо Виртанен (2000) (Финляндия, ректор, университет Турку, профессор);
- Бронисловас Лубис (2000) (президент компании Класко);
- Гуидо Михелини (2000) (профессор Пармского университета, Италия);
- Валентинас Шернас (2000) (профессор Рутжерского университета, США);
- Валдас Адамкус (2008) (президент Литвы);
- Джохен Д.Рэйндж (2010) (профессор Грейсвальдского университета, Германия);
- Андрей Клемешев (2010) (ректор БФУ, Россия);
- Валдис Затлерс (2011)(президент Латвии);
- Томас Венцлова (2012) (профессор, эссеист, публицист);
- Адам Михник (2012) (польский общественный деятель, диссидент, журналист);
- Виктор Витаутас Клемас (2013) (профессор, эмерит Делаварского университета, США);
- Витаутас Якелайтис (2013) (общественный деятель культуры и искусства);
- Киости Урпонен (2016) (профессор, эмерит университета Лапландии, Финляндия);
- Хелена Лейно-Лилпи (2016) (профессор, университет Турку);
- Тармо Соомере (2018) (профессор, Таллинский технологический университет, президент Эстонской академии наук);
- Инге Лукшайте (2020), историк культуры, Литва)
- Витаутас Чяпас (2020), доктор социальных наук, писатель, инициатор Клайпедского университета).